# Red Nose Day
Red Nose Day anordnas i välgörenhetssyfte i Storbritannien sedan 1988. Under dagen anordnar BBC TV-program på temat och röda clownnäsor säljs. Den hålls vartannat år någon gång i mitten av mars. Organisationen som anordnar Red Nose Day heter Comic relief.